# 俎豆同榮
《俎豆同榮》，全稱《俎豆同榮：紀頂下郊拚的先人們》為臺灣醫師作家王湘琦著作的長篇歷史小說，敘述頂下郊拚的史蹟。2010年12月24日由聯合文學出版。

## 簡介
本書歷史背景設定於1853年的臺北艋舺，主要人物為泉州三邑大老黃龍安、同安頭人林佑藻、安溪士紳白其祥與來自擺接堡的漳州籍的板橋林家四方勢力的對峙，最後三邑燒毀了安溪人的信仰中心艋舺清水祖師廟，奇襲了同安人，同安人被迫遷徙至大稻埕，史稱頂下郊拚。
小說書名係取自清治時期臺灣巡撫邵友濂所頒之匾額「俎豆同榮」，目前保存於桃園市大溪區的忠魂堂，用以表彰原漢衝突的陣亡者，也希望原住民與閩客漢人能夠消除敵意、和平共處。根據作者自敘，本書乃基於這個「和平」的理念而創作的，描寫台灣這個光明又黑暗、撕裂又凝聚的社會和歷史。

## 書目
- 自序
- 八甲庄的英雄
- 頂郊雄主黃龍安
- 安溪人的生理
- 廣結善緣
- 河濠大戰
- 頂下郊拚
- 攜神敗逃
- 三郊總長

## 獲獎
- 獲評選為桃園縣政府2011年度「桃園之書」。[3]